# NWA 7034
NWA (Northwest Africa) 7034 (auch genannt „Black Beauty“) ist ein planetarer Steinmeteorit, der nach allgemein verbreiteter Auffassung vom Planeten Mars stammt. Er ist der zweitälteste Meteorit, den man vom Mars kennt, hat den höchsten Wassergehalt aller Marsmeteoriten und ist der erste Meteorit einer neuen Marsmeteoritengruppe, die „Marsmeteorit (Basaltische Brekzie)“ genannt wird.

## Fund und Name
Der Meteorit wurde in der Sahara gefunden, eine genauere Ortsangabe ist nicht möglich. 2011 wurde der Meteorit von einem Händler in Marokko an einen Sammler aus den USA verkauft. Dieser überließ ein Stück des Meteoriten der Universität von New Mexico. Wie für alle Meteoriten, bei denen der genaue Fundort unbekannt ist, besteht der Name aus der geographischen Region (Nordwestafrika) und einer Nummer, die fortlaufend ausgegeben wird. Der Spitzname, der auch häufig in der Presse verwendet wurde, lautet „Black Beauty“.

## Beschreibung
NWA 7034 ist vom Meteoritentyp her ein Achondrit. Er ist eine vulkanische Brekzie mit einem porphyroklastischen Gefüge. Die größten Klasten bestehen aus Pyroxen (Pigeonit und Augit) und Plagioklas (Andesin) und können bis 5 mm Durchmesser erreichen. Daneben treten auch akzessorisch Chlorapatit, Chromit, Ilmenit, Magnetit, Alkalifeldspat und Pyrit auf. Es treten auch Klasten aus erstarrter Schmelze auf. Die Grundmasse besteht aus feinkörnigem Plagioklas, Pyroxen, verschiedenen Oxiden und Spuren von Eisensulfiden.
Der hohe Wassergehalt könnte ein Hinweis darauf sein, dass die früheren Ozeane des Mars noch existierten, als das Gestein des Meteoriten gebildet wurde.
Die Bildung des Gesteins, aus dem der Meteorit entstanden ist, wird auf 2,089 ± 0,081 Milliarden Jahre datiert, einem Zeitpunkt zu Beginn der „amazonischen“ Periode des Mars (Amazonium). Der Meteorit ist damit die zweitälteste Gesteinsprobe, die man vom Mars kennt.

## Klassifikation
Wäre der Meteorit ein terrestrisches Gestein, würde er als basaltische Brekzie klassifiziert werden.
Er wurde daher bis Januar 2013 als ungruppierter planetarer Achondrit klassifiziert, bis die „Meteoritical Society“ die Gruppierung als „Marsmeteorit (Basaltische Brekzie)“ akzeptierte.
Dass der Meteorit vom Mars stammt, war vor allem durch das passende Eisen/Mangan-Verhältnis ersichtlich. Er passte jedoch in keine der drei Gruppen der SNC-Meteorite (SNC-Clan: Shergottite, Nakhlite und Chassignite) und nicht zu ALH 84001.
Das Eisen/Mangan-Verhältnis ist ein Hinweis für eine Affinität zum Planeten Mars.
Zwar ist die Plagioklas- und Pyroxenzusammensetzung ähnlich wie bei basaltischen Shergottiten, jedoch sind die Sauerstoffisotopenwerte höher als beim SNC-Clan.
Gegen die Affinität zu Mars könnte das Sauerstoffisotopenverhältnis sprechen. Diese Abweichung kann aber durch Metasomatose oder Prozesse während der Impaktbrekzierung zustande kommen. So könnte ein Meteorit mit einem anderen Isotopenverhältnis die Kruste des Mars kontaminiert haben.
Diesem Meteorit ist einigen anderen Nordwestafrike-Meteorit sehr ähnlich, darunter NWA 8114 und  NWA 7906 (man spricht von „Paarung“).

## Ursprung
Eine Studie aus dem Jahr 2022 bestätigt jedoch den marsianischen Ursprung des Meteoriten und kommt zu dem Schluss, dass der Meteorit NWA 7034 wahrscheinlich durch den Einschlag, der den Krater Karratha vor etwa 5–10 Millionen Jahren in der Region Terra Cimmeria-Terra Sirenum des südlichen Hochlands bildete, vom Mars ausgeworfen wurde. Die Autoren vermuten, dass dieser Meteorit vor seinem Auswurf Teil der Auswurfsablagerungen eines früheren Einschlags war, der vor etwa 1,5 Milliarden Jahren den nahe gelegenen Khujirt-Krater bildete.

## Wasservorkommen in der Frühzeit des Mars
Analysen aus den Jahren 2024 durch Jack Gillespie et al. von der Curtin University in Perth (Westaustralien) bestätigten ebenfalls den marsianischen Ursprung des Meteoriten. Die Autoren stellten mikroskopische und geochemische Untersuchungen eines winzigen 4,45 Milliarden Jahre alten Zirkonkorns an, das in dieser (jüngeren) Regolith-Brekzie eingeschlossen war. Untersuchungen zwei Jahre zuvor hatten   ergeben, dass dieses durch einen Meteoriteneinschlag „geschockt“ worden war, was es zum ersten bekannten geschockten Zirkon vom Mars machte. Durch Bildgebung und Spektroskopie im Nanomaßstab identifizierte das Team nun einige Elemente in diesem einzigartigen Zirkon, darunter Eisen, Aluminium, Yttrium und Natrium. Wie sich jetzt zeigte, waren in ihm Mineralien in einer Art und Weise eingeschlossen, wie sie sich nur in Gegenwart von Wasser gebildet haben können. Dieses Wasser muss zudem – mutmaßlich aufgrund vulkanischer oder geothermischer Aktivität heiß gewesen sein, wie heiße Quellen oder hydrothermale Schlote unter dem Meer.
Die Ergebnisse zeigen, dass die Bedingungen auf dem Mars vor 4.1 Milliarden Jahren, im marsianischen Prä-Noachium, sehr viel erdähnlicher waren als heute. Durch die geochemische Marker für wasserreiche Flüssigkeiten und elementaren Hinweise auf hydrothermale Systeme wird nahegelegt, dass der frühe Mars für Leben prinzipiell geeignet (habitabel) gewesen sein könnte.